# Lander Seynaeve
Lander Seynaeve (Pontoise, 29 mei 1992) is een Belgisch wielrenner die anno 2018 rijdt voor Roubaix Lille Métropole.

## Overwinningen
2013
Memorial Noël Soetaert

## Resultaten in voornaamste wedstrijden
| Jaar | Brabantse Pijl | Parijs-Tours |
| ---- | -------------- | ------------ |
| 2015 | opgave         |              |
| 2016 |                |              |
| 2017 |                | 112e         |

## Ploegen
- 2013 –  Accent.Jobs-Wanty (stagiair vanaf 1-8)
- 2014 –  Wanty-Groupe Gobert (stagiair vanaf 1-8)
- 2015 –  Wanty-Groupe Gobert
- 2016 –  Wanty-Groupe Gobert
- 2017 –  Roubaix Lille Métropole
- 2018 –  Roubaix Lille Métropole

Caethoven · A.Cappelle · Commeyne · Degand · De Troyer · Drucker · Gilbert · Habeaux · Jans · Napolitano · Routley · Scheirlinckx · van Dijk · Van Goolen · Van Melsen · Vanlandschoot · Verraes · Vogondy · Nardelli (stagiair) · Seynaeve (stagiair)
Backaert · Baugnies · De Greef · De Troyer · De Vreese · Degand · Drucker · Ghyselinck · Gilbert · Habeaux · Jans · M. Kreder · W. Kreder · Leukemans · Minnaard · Napolitano · Robert · Seeldraeyers · Selvaggi · Sijmens · Van Melsen · Vanlandschoot · Veuchelen · Maes (stagiair) · Seynaeve (stagiair)
Antonini · Backaert · Baugnies · De Greef · De Troyer · Devriendt · Dron · Eijssen · Gasparotto · Ghyselinck · Jans · Leukemans · Marcato · Minnaard · Napolitano · Robert · Selvaggi · Seynaeve · Van Melsen · Vanlandschoot · Veuchelen · Barroso (stagiair) · Callebaut (stagiair) · Stenuit (stagiair)
Antomarchi · Barbier · Cabot · Dernies · Gouault · Idjouadiene · Joly · Leroux · Mainard · Seynaeve · Vermeulen